# Eskil Lundén
Eskil Ragnar Lundén, född 25 juni 1881 i Fässbergs församling i Göteborgs och Bohus län, död 15 juli 1945 i Hedvig Eleonora församling i Stockholm, var en svensk orgelbyggare.

## Biografi
Lundén, som föddes 1881 i Fässberg, var son till kyrkoherden Peter Lundén och Emilia Kullgren. 1883 blev hans far komminister i Oscar Fredriks församling.
Lundén blev 1897 lärling vid Salomon Molanders orgelbyggeri i Göteborg. Han avlade organistexamen 1898 och efter studier i Tyskland övertog han 1903 Molanders rörelse. Firman hade omfattande uppdrag i Göteborg, bland annat en total ombyggnad av verket till Göteborgs domkyrka 1905 och en orgel med fyrtio stämmor 1909 till Vasakyrkan, Göteborg. I sina orgelkonstruktioner tillämpade han rörpneumatik. Lundén sålde 1918 rörelsen Harald Lindegren efter att själv ha tagit anställning vid AB Förenade Piano- och Orgelfabriker.

## Orglar
| År   | Ursprunglig kyrka        | Stift      | Bild | Manualer | Pedal        | Stämmor | Bevarad orgel/fasad | Övrigt |
| ---- | ------------------------ | ---------- | ---- | -------- | ------------ | ------- | ------------------- | --- |
| 1900 | Äspinge kyrka            | Lunds      |      |          |              | 7       | Nej/Nej             | En ny orgel byggdes 1963 av Frede Aagaard. |
| 1901 | Lysekils kyrka           | Göteborgs  |      | 2        | Självständig |         | Ja (delvis)/Ja      | Orgeln omdisponerades 1959 av Lindegrens Orgelbyggeri AB, Göteborg. |
| 1904 | Kungshamns kyrka         | Göteborgs  |      |          |              | 13      | Nej/Ja              | En ny orgel byggdes 1974 av A Magnussons Orgelbyggeri AB, Mölnlycke. |
| 1904 | Göteborgs domkyrka       | Göteborgs  |      |          |              | 51      | Nej/Ja              | En ny orgel byggdes 1962 av A Magnussons Orgelbyggeri AB, Göteborg. |
| 1904 | Grevie kyrka             | Lunds      |      |          |              | 12      | Nej/Nej             | En ny orgel byggdes 1966 av A Mårtenssons Orgelfabrik AB, Lund. |
| 1904 | Östra Strö kyrka         | Lunds      |      | 1        | Bihängd      | 9       | Ja/Ja               | |
| 1904 | Fuglie kyrka             | Lunds      |      |          |              | 12      | Ja/Ja               | En ny orgel byggdes 1960 av A Mårtenssons Orgelfabrik AB, Lund. |
| 1904 | Tygelsjö kyrka           | Lunds      |      |          |              | 14      | Nej/Nej             | En ny orgel byggdes 1975 av A Mårtenssons Orgelfabrik AB, Lund. |
| 1905 | Gnosjö kyrka             | Växjö      |      |          |              | 10      | Nej/Ja              | En ny orgel byggdes 1965 av Västbo Orgelbyggeri, Långaryd. |
| 1905 | Simris kyrka             | Lunds      |      |          |              | 12      | Nej/Ja              | En ny orgel byggdes 1970 av A Mårtenssons Orgelfabrik AB, Lund. |
| 1905 | Odarslövs kyrka          | Lunds      |      | 2        | Självständig | 12      | Ja/Ja               | Flyttad till Västra Hoby kyrka 2004 |
| 1906 | Slättåkra kyrka          | Göteborgs  |      |          |              | 10      | Nej/Nej             | En ny orgel byggdes 1962 av Olof Hammarberg, Göteborg. |
| 1906 | Smögens kyrka            | Göteborgs  |      |          |              | 10      | Nej/Nej             | En ny orgel byggdes 1961 av John Grönvall Orgelbyggeri, Lilla Edet. |
| 1906 | Spekeröds kyrka          | Göteborgs  |      |          |              | 9       | Nej/Ja              | Orgeln byggdes till 1959 av John Grönvall Orgelbyggeri, Lilla Edet och fick då 13 stämmor. En ny orgel byggdes 1981 av John Grönvall Orgelbyggeri, Lilla Edet.                                             |
| 1906 | Torups                   | Göteborgs  |      |          |              | 20      | Nej/Ja              | En ny orgel byggdes 1967 av Tostareds Kykorgelfabrik, Tostared. |
| 1906 | Röke kyrka               | Lunds      |      |          |              | 10      | Nej/Nej             | En ny orgel byggdes 1964 av Wilhelm Hemmersam, Köpenhamn. |
| 1906 | Örsjö kyrka              | Lunds      |      |          |              |         | Ja/Ja               | Orgeln renoverades och omdisponerades 1964 av J Künkels Orgelverkstad AB, Lund. |
| 1906 | Skurups kyrka            | Lunds      |      | 2        | Självständig | 15      | Ja/Ja               | Orgeln renoverades 1983 av Anders Persson Orgelbyggeri, Viken. |
| 1907 | Bjärtrå kyrka            | Härnösands |      | 2        | Självständig | 16      | Nej/Ja              | En ny orgel byggdes 1947 av Åkerman & Lunds Nya Orgelfabriks AB, Sundbybergs stad. |
| 1907 | Skephults kyrka          | Göteborgs  |      |          |              | 6       | Nej/Ja              | En ny orgel byggdes 1954 av Tostareds Kyrkorgelfabrik, Tostared. |
| 1907 | Kinnarumma kyrka         | Göteborgs  |      |          |              | 10      | Nej/Nej             | Kyrkan revs 1940 och en ny orgel byggdes samma år i den nya kyrkan av Olof Hammarberg, Göteborg. |
| 1907 | Tjärby kyrka             | Göteborgs  |      |          |              | 9       | Nej/Nej             | En ny orgel byggdes 1975 av Frederiksborgs Orgelbyggeri, Hilleröd, Danmark. |
| 1907 | Fulltofta kyrka          | Lunds      |      |          |              | 7       | Nej/Nej             | En ny orgel byggdes 1969 av Gebrüder Jehmlich, Dresden, DDR. |
| 1907 | Grönby kyrka             | Lunds      |      | 2        | Bihängd      | 10      | Ja/Ja               | Orgeln renoverades 1982 av Frederiksborgs Orgelbyggeri, Hilleröd, Danmark. |
| 1907 | Veberöds kyrka           | Lunds      |      |          |              | 12      | Nej/Nej             | En ny orgel byggdes 1980 av A Mårtenssons Orgelfabrik AB, Lund. |
| 1908 | Vireda kyrka             | Linköpings |      | 2        | Självständig | 13      | Ja/Ja               | Orgeln har omdisponerats. |
| 1909 | Östra Eds kyrka          | Linköpings |      | 2        | Självständig | 12      | Nej/Nej             | Orgeln förstördes i en brand 1958. |
| 1909 | Björke kyrka             | Visby      |      | 2        | Självständig | 12      | Ja/Ja               | |
| 1909 | Hovmantorps kyrka        | Växjö      |      |          |              | 18      | Nej/Ja              | En ny orgel byggdes 1955 av Frederiksborgs Orgelbyggeri, Hilleröd, Danmark. |
| 1909 | Näshults kyrka           | Växjö      |      |          |              | 14      | Nej/Ja              | En ny orgel byggdes 1983 av Nils Olof Berg, Nye. |
| 1909 | Vasakyrkan, Göteborg     | Göteborgs  |      |          |              |         | Ja/Ja               | Orgeln byggdes om 1943 av Olof Hammarberg, Göteborg. En ny orgel byggdes 1958 av Lindegrens Orgelbyggeri AB, Göteborg.                                                                                     |
| 1909 | Uddevalla kyrka          | Göteborgs  |      |          |              |         | Ja (delvis)/Ja      | Orgeln byggdes till 1924 av Gebrüder Jehmlich, Dresden och fick då 42 stämmor. |
| 1909 | Sankta Maria kyrka, Åhus | Lunds      |      |          |              |         | Nej/?               | En ny orgel byggdes 1936 av Bo Wedrup, Uppsala. |
| 1909 | Långaröds kyrka          | Lunds      |      |          |              | 7       | Nej/Nej             | En ny orgel byggdes 1966 av J Künkels Orgelverkstad AB, Lund. |
| 1910 | Mikaelskyrkan, Uppsala   | Uppsala    |      |          |              |         | Nej/Nej             | Orgeln omdisponerades 1956. En ny orgel byggdes 1973 av Grönlunds Orgelbyggeri AB, Gammelstad. |
| 1910 | Öjaby kyrka              | Växjö      |      |          |              | 7       | Nej/Nej             | En ny orgel byggdes 1955 av Olof Hammarberg på Hammarbergs Orgelbyggeri AB, Göteborg. |
| 1910 | Starrkärrs kyrka         | Göteborgs  |      |          |              | 10      | Nej/Nej             | En ny orgel byggdes 1961 av A Magnussons Orgelbyggeri AB, Göteborg. |
| 1910 | Nättraby kyrka           | Lunds      |      |          |              | 6       | Nej/Nej             | En ny orgel byggdes 1961 av Max Bader Orgelbau, Tyskland. |
| 1911 | Laske-Vedums kyrka       | Skara      |      |          |              | 8       | Nej/Nej             | En ny orgel byggdes 1960 av Nordfors & Co, Lidköping. |
| 1911 | Sandseryds kyrka         | Växjö      |      | 2        | Självständig |         | Ja/Ja               | 1938 omdisponerades orgeln av Th Frobenius, Lyngby, Danmark. 1953 omdisponerades orgeln av Frede Aagaard, Månsarp.                                                                                         |
| 1911 | Malmöns kyrka            | Göteborgs  |      | 1        | Bihängd      | 8       | Ja/Ja               | |
| 1911 | Sibbarps kyrka           | Göteborgs  |      |          |              | 12      | Nej/Ja              | En ny orgel byggdes 1975 av Tostareds Kykorgelfabrik, Tostared. |
| 1911 | Vittsjö kyrka            | Lunds      |      |          |              | 13      | Nej/Ja              | En ny orgel byggdes 1976 av Gunnar Carlsson, Borlänge. |
| 1912 | Alva kyrka               | Visby      |      |          |              | 8       | Nej/Nej             | EN ny orgel byggdes 1966 av Th Forbenius & Sönner, Lyngby, Danmark. |
| 1912 | Fyrunga kyrka            | Skara      |      | 2        | Självständig | 13      | Ja/Ja               | |
| 1912 | Tuns kyrka               | Skara      |      | 2        | Självständig | 12      | Ja/Ja               | |
| 1912 | Kulltorps kyrka          | Växjö      |      |          |              | 8       | Nej/Ja              | Orgeln utökades 1959 av Frede Aagaard till 14 stämmor. En ny orgel byggdes 1980 av Bruno Christensen & Sönner, Tinglev, Danmark.                                                                           |
| 1912 | Hovs kyrka               | Lunds      |      |          |              |         | Ja/Ja               | Orgeln förändrades 1925 av A Magnussons Orgelbyggeri AB, Göteborg. Den förändrades även 1935 av Th Frobenius & Co, Lyngby, Danmark.                                                                        |
| 1912 | Hofterups kyrka          | Lunds      |      |          |              | 6       | Nej/Nej             | En ny orgel byggdes 1977 av Åkerman & Lund, Knivsta. |
| 1912 | Hurva kyrka              | Lunds      |      |          |              | 6       | Nej/Nej             | En ny orgel byggdes 1975 av A Mårtenssons Orgelfabrik AB, Lund. |
| 1912 | Lyby kyrka               | Lunds      |      | 2        | Självständig | 12      | Ja/Ja               | |
| 1913 | Nottebäcks kyrka         | Växjö      |      |          |              | 17      | Nej/Ja              | En ny orgel byggdes 1964 av Olof Hammarberg, Göteborg. |
| 1913 | Dädesjö kyrka            | Växjö      |      |          |              |         | Nej/Ja              | En ny orgel byggdes 1930 av M J & H Lindegren, Göteborg. |
| 1913 | Nikolaikyrkan, Göteborg  | Göteborgs  |      |          |              | 12      |                     | |
| 1913 | Vallda kyrka             | Göteborgs  |      |          |              | 10      | Nej/Ja              | En ny orgel byggdes 1967 av Olof Hammarberg, Göteborg. |
| 1913 | Marsvinsholms kyrka      | Lunds      |      |          |              |         | Ja/Ja               | 1966 omdisponerades orgeln av J Künkels Orgelverkstad AB, Lund. |
| 1914 | Byske kyrka              | Luleå      |      | 2        | Självständig | 18      | Nej/Ja              | En ny orgel byggdes 1956 av Grönlunds Orgelbyggeri, Gammelstad. |
| 1914 | Fällfors kyrka           | Luleå      |      | 1        |              | 8       | Nej/Nej             | Orgel bestod till viss del av äldre delar från 1872 års orgel i Byske kyrka. Den var byggd av P L Åkerman & Lunds Orgelbyggeri, Stockholm. En ny orgel byggdes 1956 av Grönlunds Orgelbyggeri, Gammelstad. |
| 1914 | Björskogs kyrka          | Västerås   |      | 2        | Självständig | 17      | Ja/Ja               | Orgeln omdisponerades 1957 av A Magnussons Orgelbyggeri AB, Göteborg. 1988 renoverades orgeln av Bröderna Moberg, Sandviken.                                                                               |
| 1914 | Gusums kyrka             | Linköpings |      | 2        | Självständig | 11      | Nej/Nej             | En ny orgel byggdes 1966 av Richard Jacoby Orgelverkstad AB, Stockholm. |
| 1914 | Säby kyrka               | Linköpings |      |          |              | 16      | Nej/Ja              | En ny orgel byggdes 1968 av Grönlunds Orgelbyggeri AB, Gammelstad. |
| 1914 | Havdhems kyrka           | Visby      |      | 1        | Självständig | 8       | Ja/Ja               | |
| 1915 | Martebo kyrka            | Visby      |      |          |              | 7       | Nej/Nej             | En ny orgel byggdes 1973 av Anders Persson Orgelbyggeri, Viken. |
| 1915 | Eggby kyrka              | Skara      |      | 1        | Självständig | 7       | Ja/Ja               | |
| 1915 | Odensjö kyrka            | Växjö      |      |          |              | 8       | Nej/Nej             | En ny orgel byggdes 1975 av Västbo Orgelbyggeri, Långaryd. |
| 1915 | Käringöns kyrka          | Göteborgs  |      | 1        | Självständig | 7       | Ja/Ja               | |
| 1916 | Traryds kyrka            | Växjö      |      |          |              | 18      | Nej/Ja              | En ny orgel byggdes 1962 av A Mårtenssons Orgelfabrik AB, Lund. |
| 1916 | Drev-Hornaryds kyrka     | Växjö      |      |          |              | 15      | Nej/Ja              | En ny orgel byggdes 1966 av Liareds orgelbyggeri, Liared. |
| 1916 | Östads kyrka             | Göteborgs  |      |          |              | 10      | Nej/Nej             | Orgeln förstördes i en eldsvåda 1945. |
| 1916 | Rya kyrka                | Lunds      |      |          |              | 8       | Nej/Nej             | En ny orgel byggdes 1971 av Anders Persson Orgelbyggeri, Viken. |
| 1916 | Farhults kyrka           | Lunds      |      | 2        | Självständig | 13      | Ja/Ja               | |
| 1916 | Vallösa kyrka            | Lunds      |      | 2        | Självständig | 11      | Ja/Ja               | |
| 1917 | Långseruds kyrka         | Karlstads  |      | 2        | Självständig | 17      | Ja/Ja               | Orgeln renoverades 1982 av Bröderna Moberg, Sandviken. |
| 1923 | Brandstads kyrka         | Lunds      |      |          |              |         | Ja/Ja               | Orgeln omdisponerades och utökades 1962–1963 av G. Walter och S-E Sjöstrand, Vollsjö. |

### Renoveringar och ombyggnationer
| År   | Ursprunglig kyrka | Stift      | Bild | Manualer | Pedal        | Stämmor | Bevarad orgel/fasad | Övrigt |
| ---- | ----------------- | ---------- | ---- | -------- | ------------ | ------- | ------------------- | --- |
| 1907 | Ljungs kyrka      | Linköpings |      |          |              |         | Nej/Nej             | Orgeln hade 9 stämmor och var byggd 1897 av Anders Vilhelm Lundahl, Stockholm. 1907 byggde Lundén om orgeln. 1930 byggde Bo Wedrup, Uppsala om orgeln. Orgeln hade då 15 stämmor, två manualer och pedal. En ny orgel byggdes 1988 av Smedmans Orgelbyggeri AB, Lidköping. |
| 1913 | Gunnarps kyrka    | Göteborgs  |      |          |              |         | Nej/Ja              | Orgeln var byggd 1867 av Carl Nilsson, Ullared. 1913 byggdes orgeln om av Lundén. |
| 1913 | Norra Vings kyrka | Skara      |      |          |              |         | Nej/Ja              | Orgeln var byggd 1859 av Carl Johan Fogelberg, Lidköping och hade 7 stämmor. 1913 byggdes orgeln om av Lundén. |
| 1915 | Hangelösa kyrka   | Skara      |      | 1        | Självständig |         | Ja/Ja               | Orgeln var byggd 1894 av C. A. Härngren, Lidköping. 1915 utökades orgeln med självständig pedal av Lundén. 1979 renoverades orgeln av Smedmans Orgelbyggeri AB, Lidköping.                                                                                                 |